# (85410) 1996 UJ4
(85410) 1996 UJ4 là một tiểu hành tinh vành đai chính. Nó được phát hiện qua chương trình tiểu hành tinh Beijing Schmidt CCD ở trạm Xinglong ở tỉnh Hồ Bắc, Trung Quốc ngày 29 tháng 10 năm 1996.